# Ангвундасчорр
Ангвундасчорр (от саам. анг — склон, возвышенность; вунтас — песок; чорр — горный хребет) — горный массив в центре Кольского полуострова на территории Мурманской области. Входит в Ловозёрские тундры; находится в их западной части. Высота до 1126 м (гора с одноимённым названием). С саамского языка переводится как гора с песчаным склоном. Массив является высочайшей частью Ловозёрских тундр. Располагается между горами Ангвундасчорр и Кедыкварпахк и соединяет долины ручьёв Чинглусуай и Сенгисйок. У подножия массива находится озеро Сенгисъявр. На вершину горы официально проложено 2 скальных маршрута 2А категории сложности .